# Holospira oritis
Holospira oritis är en snäckart som beskrevs av Henry Augustus Pilsbry och Cheatum 1951. Holospira oritis ingår i släktet Holospira och familjen Urocoptidae. Inga underarter finns listade i Catalogue of Life.